# كاني بي
كاني بي هي قرية في مقاطعة سردشت، إيران. عدد سكان هذه القرية هو 212 في سنة 2006.